# Villars-le-Pautel
Pour les articles homonymes, voir Villars.
Villars-le-Pautel est une commune française située dans le département de la Haute-Saône, la région culturelle et historique de Franche-Comté et la région administrative Bourgogne-Franche-Comté.

## Géographie

### Communes limitrophes
Les communes limitrophes sont Aisey-et-Richecourt, Enfonvelle, Betaucourt, Blondefontaine, Bourbévelle, Jonvelle et Raincourt.

### Climat
Pour des articles plus généraux, voir Climat de la Bourgogne-Franche-Comté et Climat de la Haute-Saône.
En 2010, le climat de la commune est de type climat des marges montargnardes, selon une étude du Centre national de la recherche scientifique s'appuyant sur une série de données couvrant la période 1971-2000. En 2020, Météo-France publie une typologie des climats de la France métropolitaine dans laquelle la commune est dans une zone de transition entre le climat océanique altéré et le climat océanique altéré et est dans la région climatique  Lorraine, plateau de Langres, Morvan, caractérisée par un hiver rude (1,5 °C), des vents modérés et des brouillards fréquents en automne et hiver. 
Pour la période 1971-2000, la température annuelle moyenne est de 10 °C, avec une amplitude thermique annuelle de 17,1 °C. Le cumul annuel moyen de précipitations est de 942 mm, avec 13 jours de précipitations en janvier et 9,5 jours en juillet. Pour la période 1991-2020, la température moyenne annuelle observée sur la station météorologique de Météo-France la plus proche, « Venisey », sur la commune de Venisey à 8 km à vol d'oiseau, est de 11,0 °C et le cumul annuel moyen de précipitations est de 850,7 mm. 
La température maximale relevée sur cette station est de 39,7 °C, atteinte le 25 juillet 2019 ; la température minimale est de −17,4 °C, atteinte le 30 décembre 2005,,. 
Les paramètres climatiques de la commune ont été estimés pour le milieu du siècle (2041-2070) selon différents scénarios d'émission de gaz à effet de serre à partir des nouvelles projections climatiques de référence DRIAS-2020. Ils sont consultables sur un site dédié publié par Météo-France en novembre 2022.

## Urbanisme

### Typologie
Au 1er janvier 2024, Villars-le-Pautel est catégorisée commune rurale à habitat dispersé, selon la nouvelle grille communale de densité à sept niveaux définie par l'Insee en 2022.
Elle est située hors unité urbaine et hors attraction des villes,.

### Occupation des sols

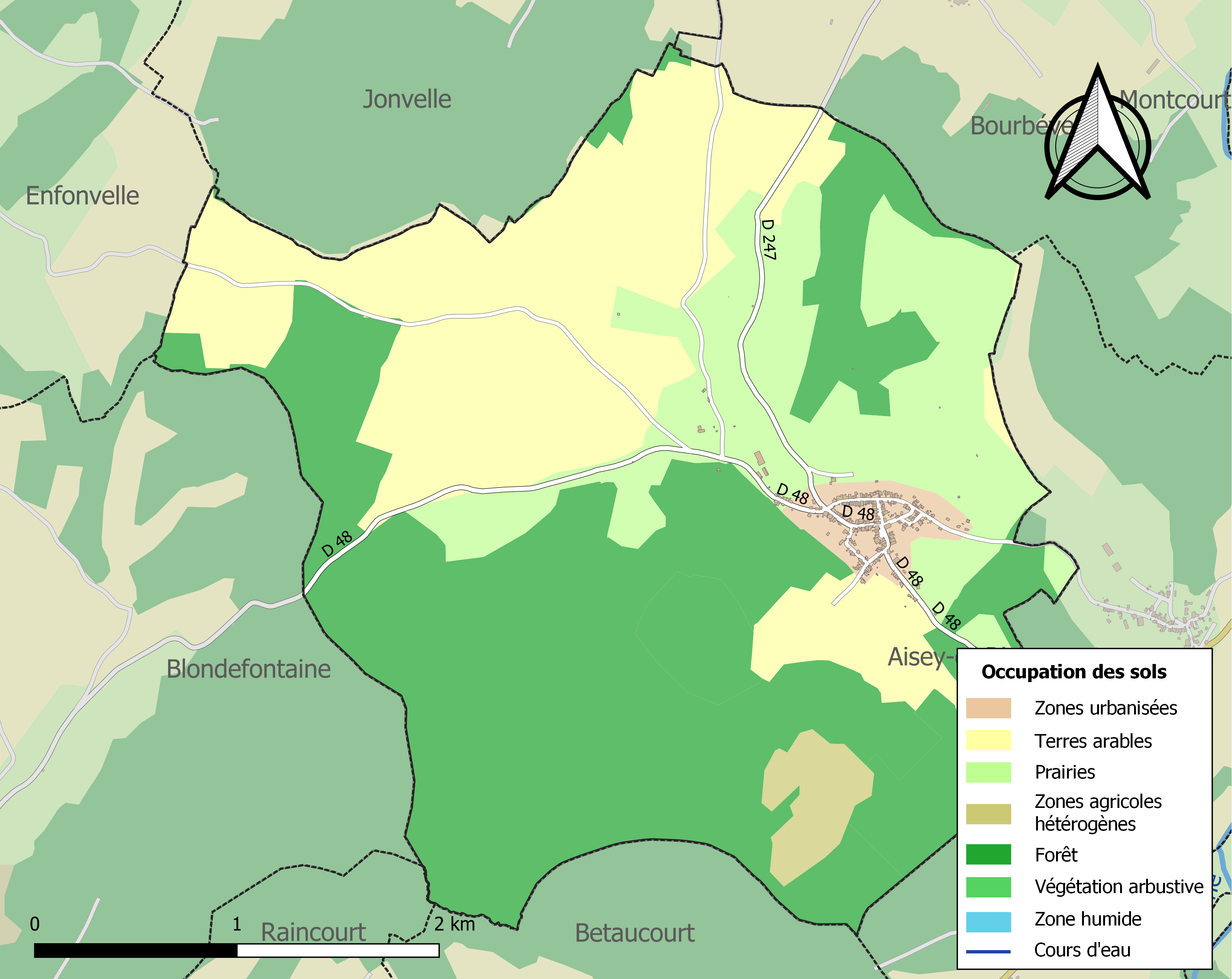
Carte des infrastructures et de l'occupation des sols de la commune en 2018 (CLC).

L'occupation des sols de la commune, telle qu'elle ressort de la base de données européenne d’occupation biophysique des sols Corine Land Cover (CLC), est marquée par l'importance des territoires agricoles (51,2 % en 2018), en diminution par rapport à 1990 (53,8 %). La répartition détaillée en 2018 est la suivante : 
forêts (46,5 %), terres arables (29,7 %), prairies (19,4 %), zones urbanisées (2,3 %), zones agricoles hétérogènes (2,1 %). L'évolution de l’occupation des sols de la commune et de ses infrastructures peut être observée sur les différentes représentations cartographiques du territoire : la carte de Cassini (XVIIIe siècle), la carte d'état-major (1820-1866) et les cartes ou photos aériennes de l'IGN pour la période actuelle (1950 à aujourd'hui).

### Habitat et logement
En 2020, le nombre total de logements dans la commune était de 152, alors qu'il était de 156 en 2015 et de 146 en 2010.
Parmi ces logements, 59,6 % étaient des résidences principales, 26,5 % des résidences secondaires et 13,9 % des logements vacants. Ces logements étaient pour 96,8 % d'entre eux des maisons individuelles et pour 3,2 % des appartements.
Le tableau ci-dessous présente la typologie des logements à Villars-le-Pautel en 2020 en comparaison avec celle de la Haute-Saône et de la France entière. Une caractéristique marquante du parc de logements est ainsi une proportion de résidences secondaires et logements occasionnels (26,5 %), très  supérieure à celle du département (6,2 %) et à celle de la France entière (9,7 %). Concernant le statut d'occupation de ces logements, 81,5 % des habitants de la commune sont propriétaires de leur logement (84,7 % en 2015), contre 68,8 % pour la Haute-Saône et 57,5 pour la France entière.
| Typologie                                               | Villars-le-Pautel | Haute-Saône | France entière |
| ------------------------------------------------------- | ----------------- | ----------- | -------------- |
| Résidences principales (en %)                           | 59,6              | 83          | 82,1           |
| Résidences secondaires et logements occasionnels (en %) | 26,5              | 6,2         | 9,7            |
| Logements vacants (en %)                                | 13,9              | 10,7        | 8,2            |

## Toponymie
Le village s'est appelé autrefois, Vilars le Poutaz en 1281, Villers Potel en 1715

## Histoire

### Moyen Âge
Le village se situe au cœur même des confins des trois provinces[C'est-à-dire ?], à quelques encablures de la borne, ainsi dénommée. Celui-ci existe depuis l'an mil.
Le village possédait une église au XIe siècle, qui fut détruite pendant les différentes guerres. Elle fut reconstruite vers 1850, sauf le clocher qui date du XVIIIe siècle. De part et d'autre de celle-ci, deux calvaires, réimplantés, qui datent des siècles antérieurs.

### Temps modernes
Sur la place du village, une fontaine ovale, ainsi qu'une porte cochère d'une maison à décor Renaissance, au centre un blason (heaume et fusil). Au carrefour de la route de Bourbévelle et Jonvelle se trouve une croix à fût corinthien de 1713. On trouve des traces visibles de la voie romaine de Mandeure à Bourbonne.
Village agricole, autrefois c'était un pays de vignoble (1/3 du territoire), principale occupation des habitants. Il connut un essor important entre Napoléon Ier et Napoléon III, la population dépasse les 1100 habitants. Villars, appellatif comtois dérivé de villa (domaine) et du bas latin boute (ancien français paute qui veut dire boue), le village était riche en eaux. Une majorité de maison abrite un ou plusieurs puits. Aux deux grandes fontaines collectives ont succédé de vastes fontaines lavoirs, dont trois subsistent dans une architecture différente.

### Époque contemporaine
Théâtre de nombreux affrontements pendant la Seconde Guerre mondiale, tout le village a été fouillé par les Allemands pendant l'occupation. Beaucoup de juifs se sont réfugiés dans les maisons des résistants.
Pendant l'avancée des Alliés en France, un bombardier s'y est écrasé. Les tombes des soldats sont toujours là.

## Politique et administration

### Rattachements administratifs et électoraux
La commune fait partie de l'arrondissement de Vesoul du département de Haute-Saône, en région Bourgogne-Franche-Comté. Pour l'élection des députés, elle dépend de la première circonscription de la Haute-Saône.
Villars-le-Pautel fait partie depuis la Révolution française du canton de Jussey. Dans le cadre du redécoupage cantonal de 2014 en France, celui-ci s'est étendu, passant de 22 à 65 communes.

### Intercommunalité
La commune était membre de la petite communauté de communes du Pays jusséen, intercommunalité créée au 1er janvier 1990 et qui regroupait environ 4 300 habitants en 2009.
L'article 35 de la loi n° 2010-1563 du 16 décembre 2010 « de réforme des collectivités territoriales » prévoyait d'achever et de rationaliser le dispositif intercommunal en France, et notamment d'intégrer la quasi-totalité des communes françaises dans des EPCI à fiscalité propre, dont la population soit normalement supérieure à 5 000 habitants.
Dans ce cadre, le schéma départemental de coopération intercommunale a prévu la fusion cette intercommunalité avec d'autres, et l'intégration à la nouvelle structure de communes restées jusqu'alors isolées. Cette fusion, effective le 1er janvier 2013, a permis la création de la communauté de communes des Hauts du val de Saône, à laquelle la commune est désormais membre.

### Liste des maires
| Période                                  | Période                   | Identité        | Étiquette | Qualité                         |
| ---------------------------------------- | ------------------------- | --------------- | --------- | ------------------------------- |
| Les données manquantes sont à compléter. |                           |                 |           |                                 |
|                                          |                           |                 |           |                                 |
| 1977                                     | 1983                      | Jeanne Brallet  | DVG       | Directrice de l’école de Golbey |
| 1983                                     | après 1995                | Gilles Macheret |           |                                 |
|                                          |                           |                 |           |                                 |
| mars 2001                                | juillet 2020              | Christian Jamey |           |                                 |
| juillet 2020                             | printemps 2023            | Agnès Carrel    |           | Cadre retraitée                 |
| mars 2023,                               | En cours (au 6 juin 2023) | Didier Robert   |           | Ouvrier qualifié                |

## Démographie
L'évolution du nombre d'habitants est connue à travers les recensements de la population effectués dans la commune depuis 1793. Pour les communes de moins de 10 000 habitants, une enquête de recensement portant sur toute la population est réalisée tous les cinq ans, les populations de référence des années intermédiaires étant quant à elles estimées par interpolation ou extrapolation. Pour la commune, le premier recensement exhaustif entrant dans le cadre du nouveau dispositif a été réalisé en 2007.

En 2022, la commune comptait 180 habitants, en évolution de −6,74 % par rapport à 2016 (Haute-Saône : −1,4 %, France hors Mayotte : +2,11 %).
| 1793 | 1800 | 1806 | 1821  | 1831  | 1836 | 1841  | 1846  | 1851 |
| ---- | ---- | ---- | ----- | ----- | ---- | ----- | ----- | ---- |
| 850  | 885  | 995  | 1 032 | 1 012 | 975  | 1 011 | 1 001 | 938  |

| 1856 | 1861 | 1866 | 1872 | 1876 | 1881 | 1886 | 1891 | 1896 |
| ---- | ---- | ---- | ---- | ---- | ---- | ---- | ---- | ---- |
| 907  | 925  | 948  | 910  | 872  | 833  | 750  | 687  | 660  |

| 1901 | 1906 | 1911 | 1921 | 1926 | 1931 | 1936 | 1946 | 1954 |
| ---- | ---- | ---- | ---- | ---- | ---- | ---- | ---- | ---- |
| 629  | 585  | 582  | 424  | 441  | 405  | 378  | 329  | 296  |

| 1962 | 1968 | 1975 | 1982 | 1990 | 1999 | 2006 | 2007 | 2012 |
| ---- | ---- | ---- | ---- | ---- | ---- | ---- | ---- | ---- |
| 253  | 229  | 210  | 180  | 178  | 178  | 154  | 151  | 185  |

| 2017 | 2022 | - | - | - | - | - | - | - |
| ---- | ---- | - | - | - | - | - | - | - |
| 193  | 180  | - | - | - | - | - | - | - |

## Culture locale et patrimoine

### Lieux et monuments

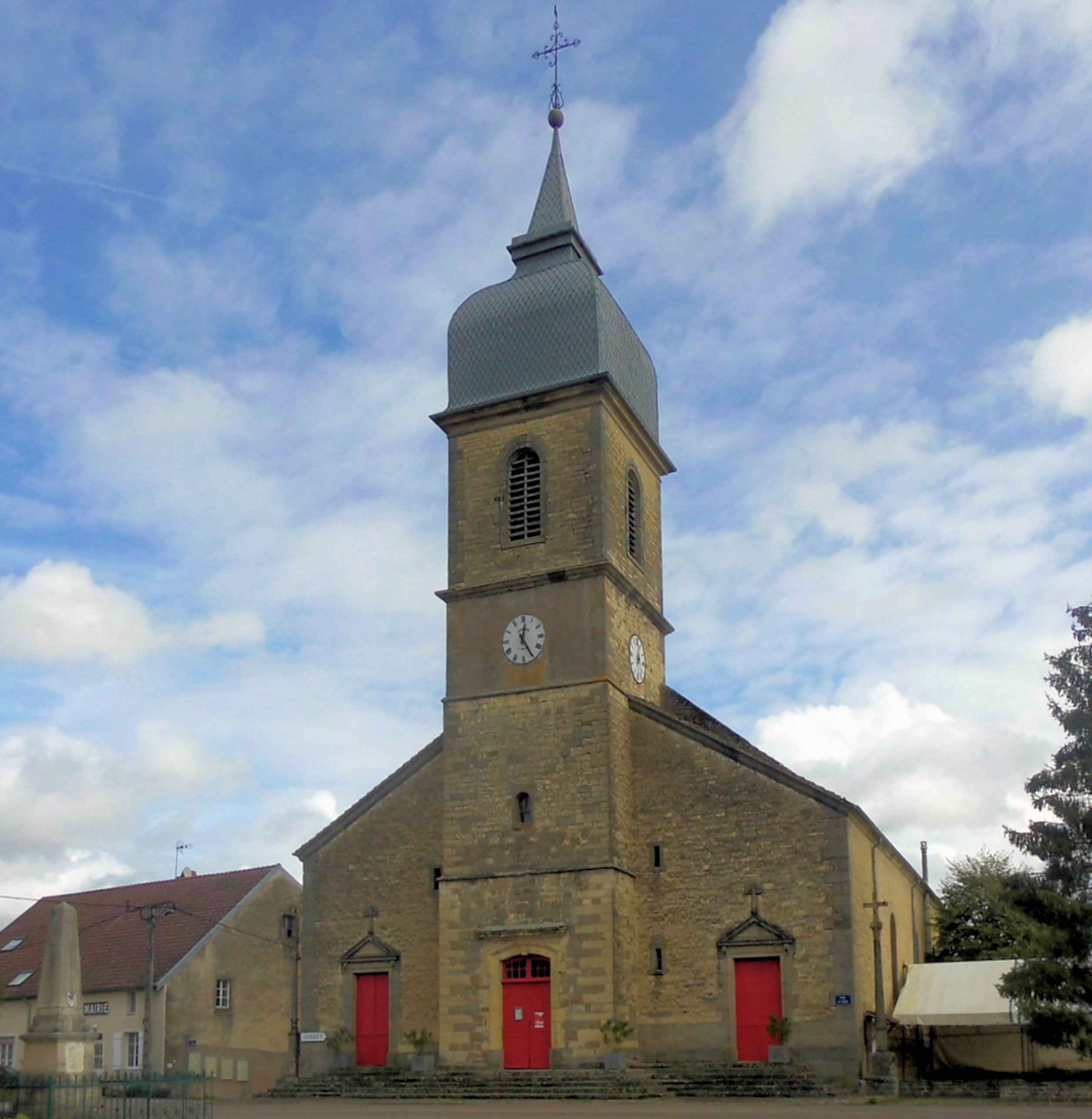
L'église Sainte-Marie-Madeleine.
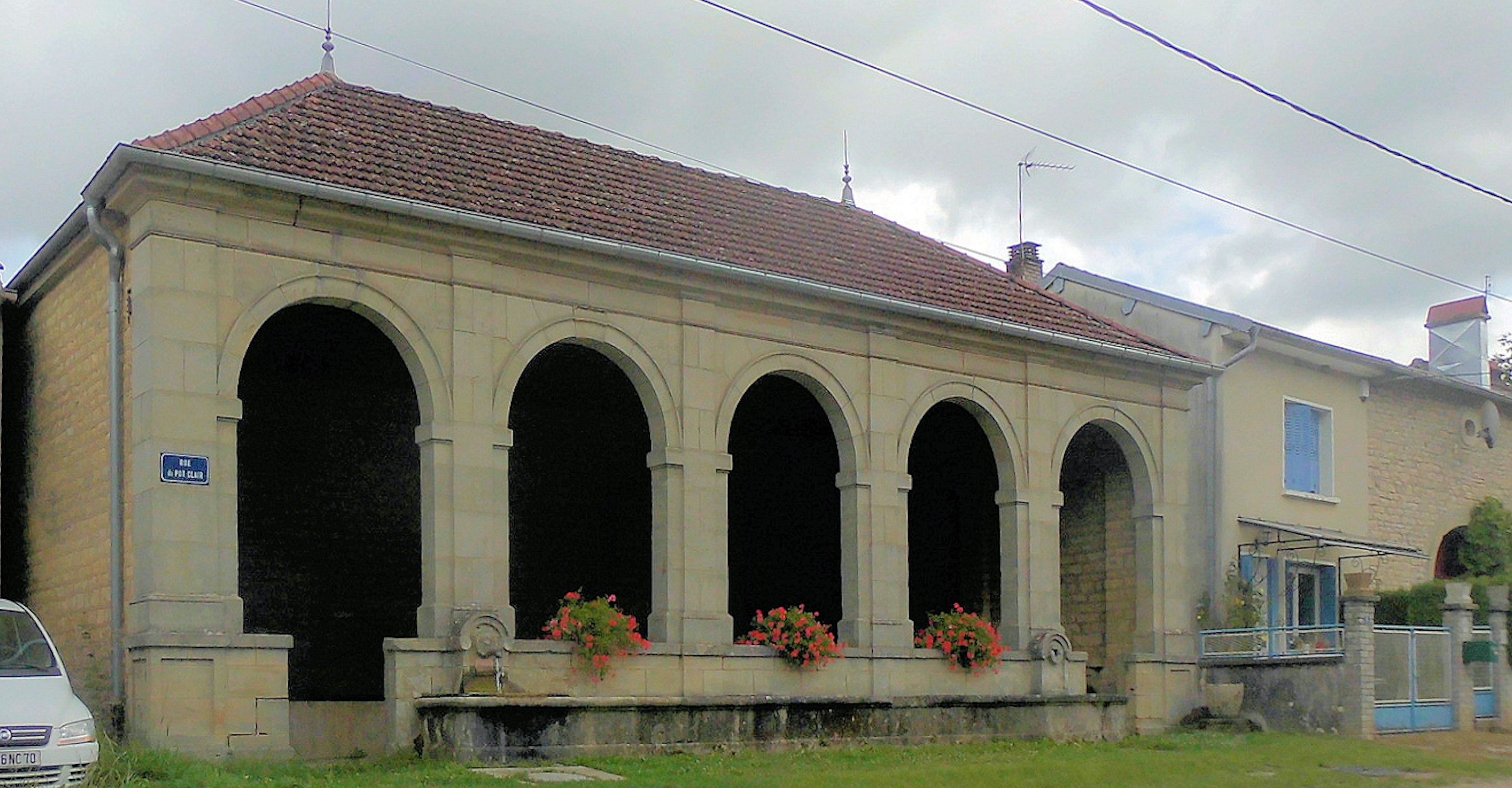
Lavoir au rue du Pot Clair.
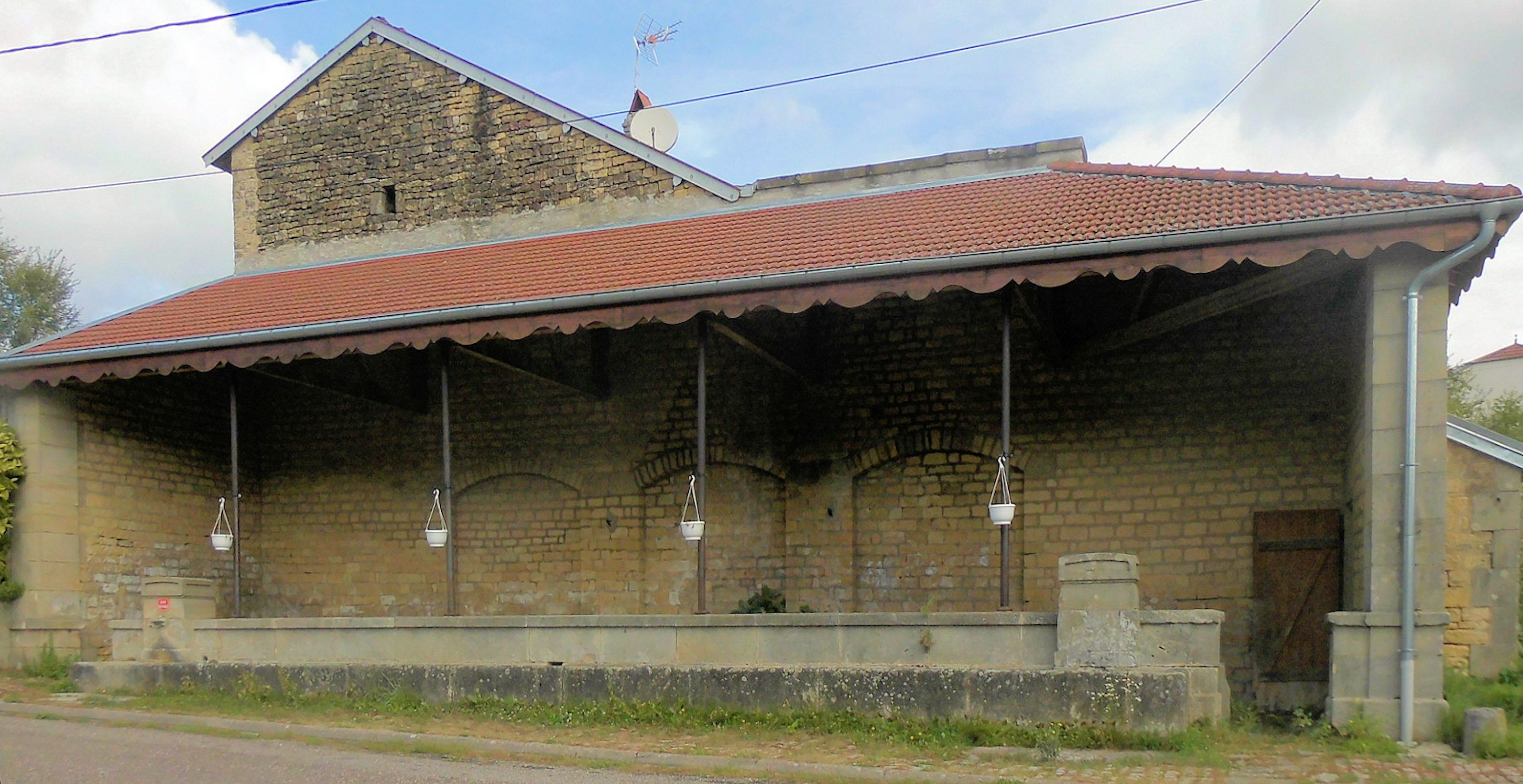
Lavoir au rue de la Chavanne.
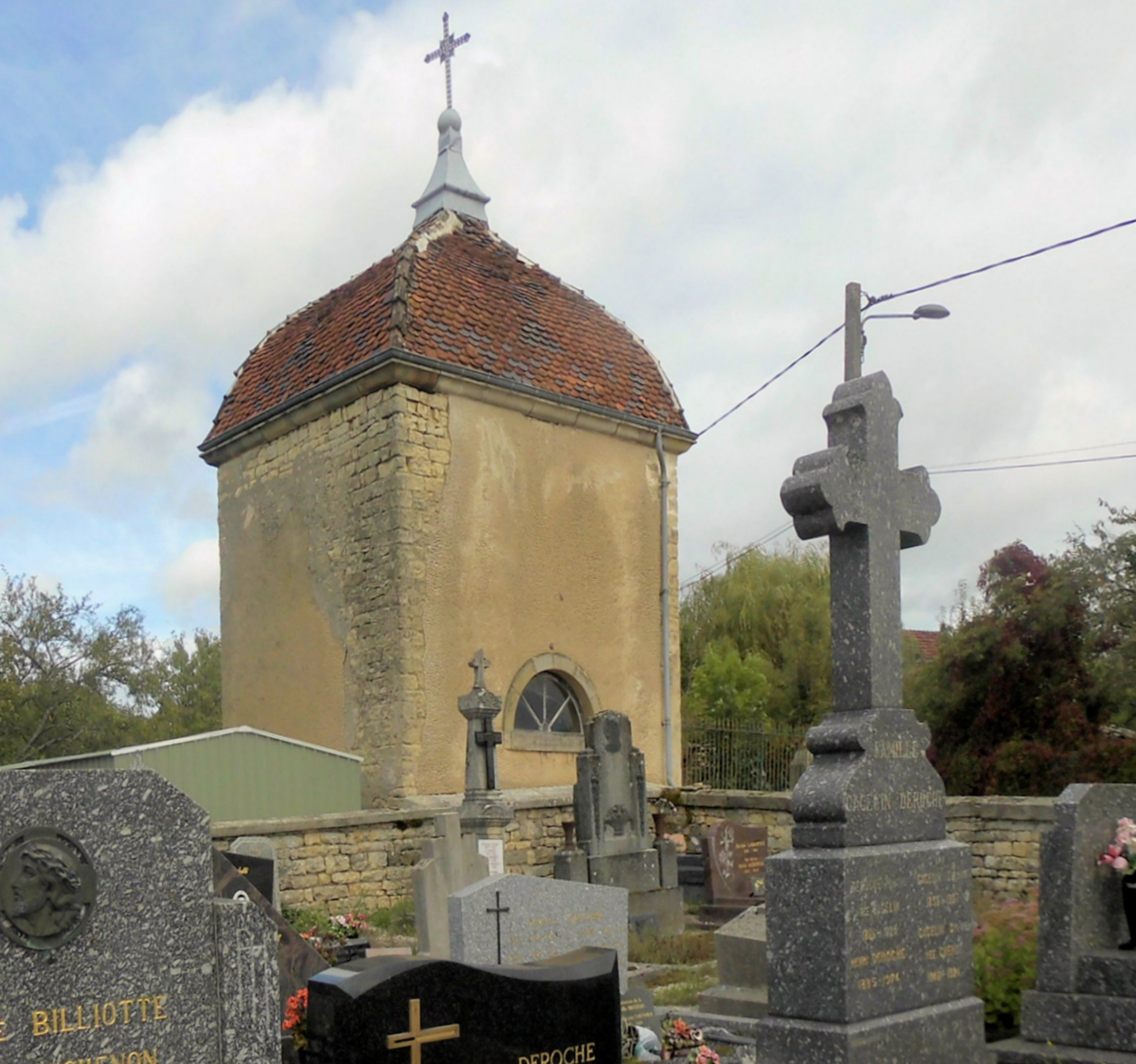
Chapelle funéraire Drouhin Dechanet.
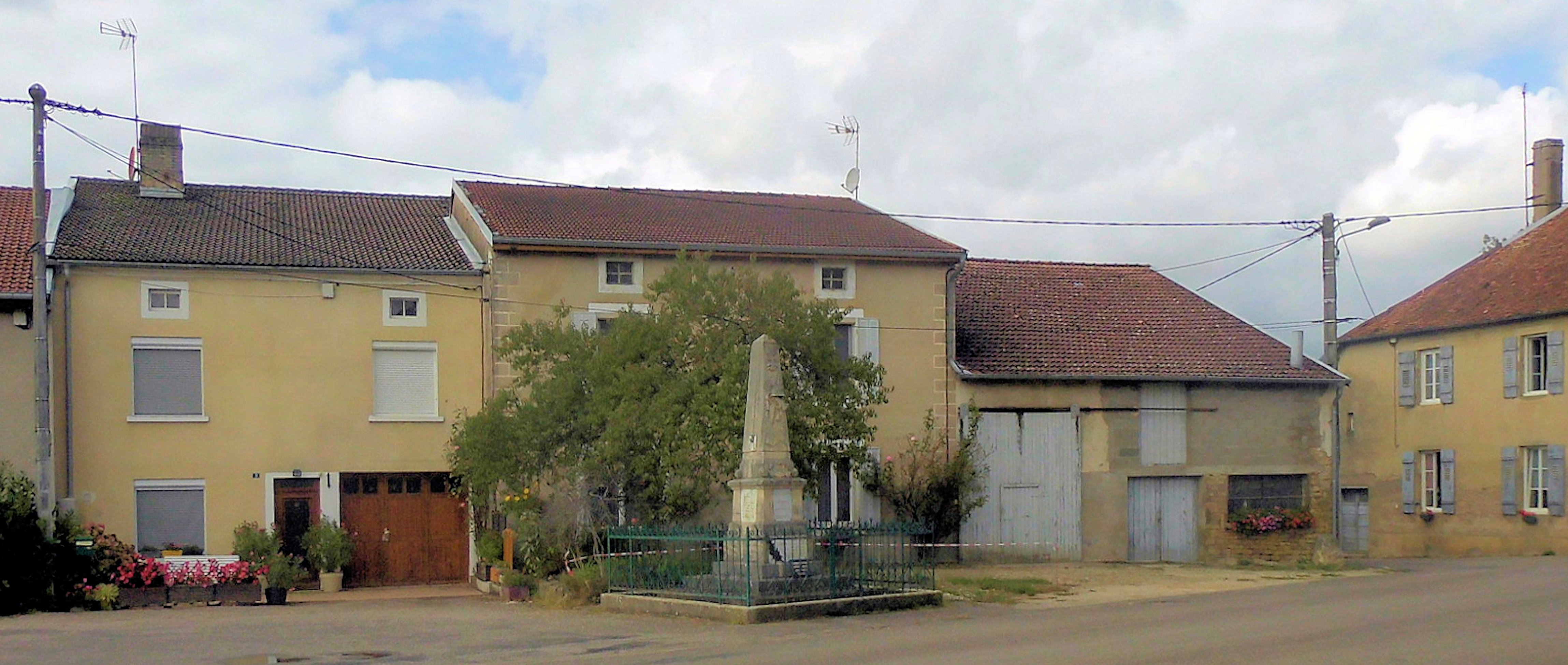
Monument aux morts.

## Pour approfondir